# Château de Paars
Le château de Paars est un château situé à Paars, en France.

## Localisation
Le château est situé sur la commune de Paars, dans le département de l'Aisne.

## Historique
Le monument est inscrit au titre des monuments historiques en 1980 et 2002.